# 27748 Вів'єнгоут
27748 Вів'єнгоут (27748 Vivianhoette) — астероїд головного поясу, відкритий 9 січня 1991 року.
Тіссеранів параметр щодо Юпітера — 3,474.